# Codzienna 2 m. 3
Codzienna 2 m. 3 – polski serial telewizyjny, emitowany od 15 stycznia 2006 do 28 grudnia 2007 w TVP2. Opowiada on humorystycznie o życiu rodziny Gawlików.

## Obsada
- Magdalena Wójcik – Lilka Gawlik, żona Piotra
- Wojciech Malajkat – Piotr Gawlik
- Maciej Stolarczyk – Franek Gawlik, syn Lilki i Piotra
- Zofia Czerwińska – babcia Irena, matka Piotra
- Jan Kobuszewski – dziadek Anatol, ojciec Piotra
- Arkadiusz Jakubik – Leon Głowacz, dozorca i sąsiad Gawlików
- Sławomir Pacek – listonosz Amadeusz
- Edyta Jungowska – Marianka, sąsiadka Gawlików
- Andrzej Mastalerz – Makary Rubik, przyjaciel Piotra
- Dominika Kluźniak – Patrycja Rubik, żona Makarego
- Eryk Lubos – Przemo, przyjaciel Piotra z podstawówki
- Piotr Polk – Olgierd, znajomy reżyser
- Ewa Kasprzyk – Viktoria, matka Lilki
- Kevin Aiston – Richard Peacock, nauczyciel angielskiego
- Artur Barciś – Marian
- Krzysztof Prałat – Michał Gorczyca „Miczek”, miłość Marianki
- Hanna Stankówna – pani Gonitwa, nauczycielka Franka

## Spis serii
| Seria | Odcinki | Premiera serii       | Finał serii     |
| ----- | ------- | -------------------- | --------------- |
| 1     | 1–20    | 15 stycznia 2006     | 25 czerwca 2006 |
| 2     | 21–55   | 16 września 2006     | 16 czerwca 2007 |
| 3     | 56–71   | 25 października 2007 | 28 grudnia 2007 |

W momencie startu serialu informowano, że będzie liczyć jedynie 13 odcinków. Zdjęcia do nich zrealizowano od 8 listopada do 14 grudnia 2005. Po pierwszych emisjach podjęto decyzję o nagraniu kolejnych odcinków.

## Emisja
Premierowa emisja pierwszej serii odbywała się w niedziele o 13.25, drugiej w soboty po 16.00, a trzeciej w czwartki i piątki o 16.50 (odc. 56–66), przy czym w grudniu 2007 już tylko w piątki o 16.50 (odc. 67–69). Ostatnie dwa odcinki wyemitowano w piątek 28 grudnia 2007 o 15.20 (odc. 70) i 16.55 (odc. 71).
Odcinki 56–58 najprawdopodobniej przez pomyłkę zostały wyemitowane premierowo w dniach 20, 25, 26 września 2007 po zakończeniu emisji powtórkowej I i II serii (dni powszednie, godz. 11.00).